# Andreu Navarra Ordoño
Andreu Navarra i Ordoño (Barcelona, 1981) és un escriptor i historiador català. Es va llicenciar en Filologia Hispànica. Va obtenir el Premi Extraordinari de Llicenciatura i va gaudir d'una Beca Predoctoral de Formació a l'Investigador de la Generalitat de Catalunya. Es va doctorar en Filologia Hispánica per la Universitat de Barcelona.
Ha publicat els assajos La región sospechosa. La dialéctica hispanocatalana entre 1875 y 1939 (Bellaterra, Servei de Publicacions de la UAB, 2012), El anticlericalismo. ¿Una singularidad de la cultura española? (Madrid, Cátedra, 2013), 1914. Aliadófilos y germanófilos en la cultura española (Madrid, Cátedra, 2014), El Regeneracionismo. La continuidad reformista (Madrid, Cátedra, 2015), El Ateísmo. La aventura de pensar libremente e España (Madrid, Cátedra, 2016), El espejo blanco. Viajeros españoles en la URSS (Madrid, Fórcola, 2016), Aliadòfils i germanòfils a Catalunya durant la Primera Guerra Mundial (Barcelona, Centre de Cultura Contemporània), les novel·les El Prostíbulo (Barcelona, Libros En Su Tinta), Nube Cuadrada (San Juan de Puerto Rico, Isla Negra, 2012), els poemaris Suicidio Súbito, Fiebre y ciudad i Canciones del bloque i també l'assaig Dos modernidades: Juan Benet i Ana María Moix. (Badajoz, Abecedario, 2006). Ha publicat crítica literària a la revista Periódico de Poesía, de la Universitat Autònoma de Mèxic.
L'any 2013 va aparèixer la seva edició de tres novel·les curtes de José María Salaverría (El literato y otras novelas cortas, Sevilla, Renacimiento, 2013). L'any 2010 va coordinar una antologia de poetes catalans publicada a Puerto Rico (Domicilio de Nadie. Muestra de una nueva poesía barcelonesa, Isla Negra, 2010).
A part d'exercir l'escriptura literària, ha treballat entre el 2011 i el 2014 en el Departament d'Història Moderna i Contemporània de la Universitat Autònoma de Barcelona. Actualment publica a Quimera, La Aventura de la Historia, la Directa i CTXT.